# Mychajlo Bilyj
Mychajlo Uljanowytsch Bilyj (* 12. November 1922 in Moskali (Москалі), Gouvernement Tschernigow, Ukrainische SSR; † 5. August 2001 in Kiew, Ukraine) war ein ukrainisch-sowjetischer Politiker, Physiker und Rektor der Taras-Schewtschenko-Universität Kiew.

## Leben
Mychajlo Bilyj nahm als Soldat der Roten Armee am Zweiten Weltkrieg teil, studierte anschließend Physik an der Taras-Schewtschenko-Universität, wurde 1964 Doktor der physikalisch-mathematischen Wissenschaften und ein Jahr später Professor. Als Spezialist der Experimentalphysik, Optik und Spektroskopie, insbesondere der Lumineszenz anorganischer Substanzen leitete er von 1963 bis 1993 die Abteilung für Experimentalphysik, Festkörperoptik und Optik, von 1962 bis 1970 war er Dekan der Physikalischen Fakultät und von Dezember 1970 bis Dezember 1985 Rektor der Taras-Schewtschenko-Universität in Kiew. Von 1969 an war Bilyj korrespondierendes Mitglied der Ukrainischen Akademie der Wissenschaften. Er hat mehr als 350 wissenschaftliche Arbeiten veröffentlicht.
Bilyj war auch als Politiker tätig und als solcher Mitglied des Zentralkomitees der KPU, Abgeordneter der Werchowna Rada der Ukrainischen SSR sowie zwischen 1972 und 1980 deren Vorsitzender.
Mychajlo Bilyj starb in Kiew und wurde auf dem dortigen Baikowe-Friedhof beerdigt.

## Ehrungen
Mychajlo Bilyj erhielt zahlreiche Titel, Orden und Ehrungen. Darunter:
- 1972 Verdienter Wissenschaftler der Ukrainischen SSR
- Ehrendoktor der Universität Debrecen und der Universität Leipzig (1986)
- Leninorden
- Orden des Vaterländischen Krieges I. und II. Klasse
- Orden des Roten Banners der Arbeit
- Orden der Völkerfreundschaft
- Ehrenzeichen der Sowjetunion
- Orden des Fürsten Jaroslaw des Weisen 5. Klasse